# Jairzinho (rapper)
Jairzinho, voluit Jairzinho Winter (Paramaribo, 1990), is een Nederlands acteur, rapper en muziekmanager. Hij is medeoprichter van het label Rotterdam Airlines.

## Biografie
Jairzinho is geboren in Paramaribo en groeide op in Rotterdam. Tijdens zijn jeugd acteerde hij. Vanaf 2006 speelde hij rollen voor het Ro Theater, Rot.Jong, Rotterdams Lef, het ALBA theaterhuis en eenmaal in Onderweg naar Morgen.
In 2009 richtte hij met zijn broer Luciano het muzieklabel Rotterdam Airlines Music Group (RAMG) op. Daarnaast rapt hij. Hij nam onder meer de videoclip Flexin (2010) op met de voetballer Memphis Depay en verder nog Superfly (2011) met de Amerikaanse hiphop-groep Rich Kidz. Hierna was het enkele jaren rustig rondom hem.
Verschillende rappers sloten zich bij hun label aan. Het duurde echter tot de aansluiting van Sevn Alias rond het begin van 2015 voordat het label zich definitief vestigde. Dit werd ook nog eens bevestigd met het uitkomen van het album Gate 16 in 2016 waarop aangesloten artiesten rappen. Het album staat al meer dan een jaar in de Album Top 100. Het succes trok een aantal nieuwe rappers naar het label.
Sinds RAMG in de lift zit, brengt ook Jairzinho nieuw materiaal uit als rapper. Als voorheen, rapt hij vooral veel samen met andere artiesten van zijn label, zoals in de hit Gass van Sevn Alias en Laat niet los waar Jonna Fraser aan meewerkte. Verschillende videoclips op YouTube werden miljoenen malen bekeken.

## Discografie

### Albums
| Jaar | Album                           | Vlag van Nederland | Vlag van Nederland | Opmerkingen                          |
| Jaar | Album                           | 100                | weken              | Opmerkingen                          |
| ---- | ------------------------------- | ------------------ | ------------------ | ------------------------------------ |
| 2016 | Gate 16                         | 2                  | 58                 | verzamelalbum van Rotterdam Airlines |
| 2018 | Nummer één                      | 24                 | 3                  | debuutalbum                          |
| 2020 | Jairzinho                       | 64                 | 1                  |                                      |
| 2020 | Het project met en voor vrouwen | 97                 | 1                  |                                      |

### Singles
| Jaar | Act                                               | Nummer                   | Vlag van Nederland | Vlag van Nederland | Opmerkingen                                                 |
| Jaar | Act                                               | Nummer                   | 100                | weken              | Opmerkingen                                                 |
| ---- | ------------------------------------------------- | ------------------------ | ------------------ | ------------------ | ----------------------------------------------------------- |
| 2016 | Jairzinho met Sevn Alias, Young'Mills en Vic9     | Enge Whip                | tip 17             | 1                  |                                                             |
| 2016 | Jairzinho met Jonna Fraser                        | Laat niet los            | 52                 | 27                 |                                                             |
| 2016 | Jairzinho met Sevn Alias en JB Scofield           | Mandem                   | 93                 | 1                  |                                                             |
| 2016 | Jairzinho met Sevn Alias, Jason Futuristic en BKO | Gass                     | 3                  | 34                 | nr. 5 in de Nederlandse Top 40 / tip in Vlaamse Ultratop 50 |
| 2016 | Jairzinho                                         | Elke keer                | 94                 | 1                  |                                                             |
| 2016 | Jairzinho met Two Crooks en Sevn Alias            | Now she see me           | 27                 | 16                 |                                                             |
| 2016 | Jairzinho met Sevn Alias en Kevin                 | Turnen (De Fissa Anthem) | 25                 | 12                 |                                                             |
| 2016 | Jairzinho met Sevn Alias                          | Zonder jou               | 89                 | 1                  |                                                             |
| 2017 | Jairzinho met ChildsPlay en BKO                   | Barman                   | 79                 | 2                  |                                                             |
| 2017 | Jairzinho met Sevn Alias, BKO en Boef             | Tempo                    | 2                  | 27                 | nr. 19 in de Top 40 / tip in Vlaamse Ultratop 50            |
| 2017 | Jairzinho met Kevin, Josylvio, BKO en Vic9        | Doorgaan                 | 77                 | 7                  |                                                             |
| 2017 | Jairzinho met BKO en Sevn Alias                   | Mattaboy                 | 96                 | 1                  |                                                             |
| 2017 | Jairzinho met Gers Pardoel                        | Valuta                   | -                  | -                  | tip in Vlaamse Ultratop 50                                  |
| 2017 | Jairzinho met BKO en Johnny Sellah                | Matta                    | 74                 | 4                  |                                                             |
| 2017 | Jairzinho met BKO en Poke                         | Roll It                  | 93                 | 1                  |                                                             |
| 2018 | Jairzinho                                         | Niet van mij             | tip 9              | 1                  |                                                             |
| 2018 | Jairzinho                                         | Verliefd                 | tip 10             | 1                  |                                                             |
| 2018 | Jairzinho                                         | Avond / ochtend          | tip 13             | 1                  |                                                             |
| 2018 | Jairzinho met Young Ellens, BKO en D-Rashid       | Attractie                | tip 5              | 9                  |                                                             |
| 2018 | Jairzinho                                         | Juliëtte                 | tip 12             | 1                  |                                                             |
| 2018 | Jairzinho met Snelle                              | Zegen                    | tip 3              | 14                 |                                                             |
| 2019 | Jairzinho met Chip Charlez                        | Bon Vibes                | 60                 | 28                 |                                                             |
| 2019 | Jairzinho met Chip Charlez                        | One Chica                | 89                 | 1                  |                                                             |
| 2019 | Jairzinho met Dodo en Chip Charlez                | Streetlife               | 97                 | 1                  |                                                             |
| 2023 | Jairzinho met Vincent Visser                      | Wat is er gebeurd        | 21                 | 4*                 | tip16 in de Tipparade van de Nederlandse Top 40             |